# Beverly McDonald
Beverly McDonald (ur. 15 lutego 1970 w Saint Mary) – jamajska lekkoatletka, specjalizująca się w biegach sprinterskich, trzykrotna uczestniczka igrzysk olimpijskich w latach 1996, 2000 i 2004, trzykrotna medalistka olimpijska: złota (Ateny 2004 – w sztafecie 4 × 100 metrów), srebrna (Sydney 2000 – w sztafecie 4 × 100 metrów) oraz brązowa (Sydney 2000 – w biegu na 200 metrów). Siostra Michaela McDonalda.

## Finały olimpijskie
- 2000 – Sydney, bieg na 200 m – brązowy medal
- 2000 – Sydney, sztafeta 4 x 100 m – srebrny medal
- 2004 – Ateny, sztafeta 4 × 100 m – złoty medal (wystąpiła tylko w biegu eliminacyjnym)[1]

## Finały mistrzostw świata
- 1991 – Tokio, sztafeta 4 × 100 m – złoty medal
- 1995 – Göteborg, sztafeta 4 × 100 m – srebrny medal
- 1995 – Barcelona (hala), bieg na 60 m – V miejsce
- 1997 – Ateny, sztafeta 4 × 100 m – srebrny medal
- 1999 – Sewilla, bieg na 200 m – srebrny medal
- 1999 – Sewilla, sztafeta 4 × 100 m – brązowy medal
- 2001 – Edmonton, sztafeta 4 × 100 m – brązowy medal
- 2003 – Paryż, bieg na 200 m – V miejsce

## Inne osiągnięcia
- mistrzyni Jamajki w biegu na 100 m – 1998
- mistrzyni Jamajki w biegu na 200 m – 1998, 1999, 2000, 2002[2]
- 1991 – Hawana, igrzyska panamerykańskie – dwa medale: złoty w sztafecie 4 × 100 m oraz brązowy w biegu na 100 m
- 1998 – Maracaibo, mistrzostwa Ameryki Środkowej i Karaibów – złoty medal w biegu na 100 m
- 1999 – Monachium, finał Grand Prix IAAF – III miejsce w biegu na 200 m

## Rekordy życiowe
- bieg na 100 m – 10,99 – Doha 07/05/1998
- bieg na 200 m – 22,22 – Sewilla 27/08/1999
- bieg na 60 m (hala) – 7,16 – Barcelona 10/03/1995